# Aage Høy-Petersen
Aage Høy-Petersen (ur. 4 listopada 1898 w Ordrup, zm. 29 grudnia 1967 w Gentofte) – duński żeglarz, olimpijczyk, zdobywca srebrnego medalu w regatach na letnich igrzyskach olimpijskich w 1928 roku w Amsterdamie.
Na Letnich Igrzyskach Olimpijskich 1928 zdobył srebro w żeglarskiej klasie klasie 6 metrów. Załogę jachtu Hi-Hi tworzyli również Vilhelm Vett, Peter Schlütter i Niels Otto Møller. Cztery lata wcześniej nie zakwalifikował się do finału w klasie monotyp olimpijski.